# Манфредонија
Манфредонија (итал. Manfredonia) град је у јужној Италији. Манфредонија је трећи по важности град у оквиру округа Фођа у оквиру италијанске покрајине Апулија.

## Природне одлике
Град Манфредонија налази се у јужном делу Италије, на 130 км северозападно од Барија. Град се налази на јужној обали Јадранског мора, на полуострву Гаргано. Изнад града се издиже истоимена планина Гаргано, док се јужно пружа равничарско тле.

## Становништво
Према резултатима пописа становништва 2011. у општини је живело 56.257 становника.
| 1931.  | 1936.  | 1951.  | 1961.  | 1971.  | 1981.  | 1991.  | 2001.  | 2011.  |
| ------ | ------ | ------ | ------ | ------ | ------ | ------ | ------ | ------ |
| 17.443 | 20.003 | 29.925 | 37.157 | 45.520 | 53.030 | 58.318 | 57.704 | 56.257 |

Манфредонија данас има око 57.000 становника, махом Италијана. Последњих деценија број становника у граду стагнира.

## Партнерски градови
- Ceprano